# Бодольц
Бодольц (нем. Bodolz) — община в Германии, в земле Бавария. 
Подчиняется административному округу Швабия. Входит в состав района Линдау-Бодензее.  Население составляет 3177 человек (на 31 декабря 2010 года). Занимает площадь 3,03 км².